# 19524 Акаціяколеман
19524 Акаціяколеман (1998 YB7, 1991 BU1, 19524 Acaciacoleman) — астероїд головного поясу, відкритий 23 грудня 1998 року.
Тіссеранів параметр щодо Юпітера — 3,325.